# Orient

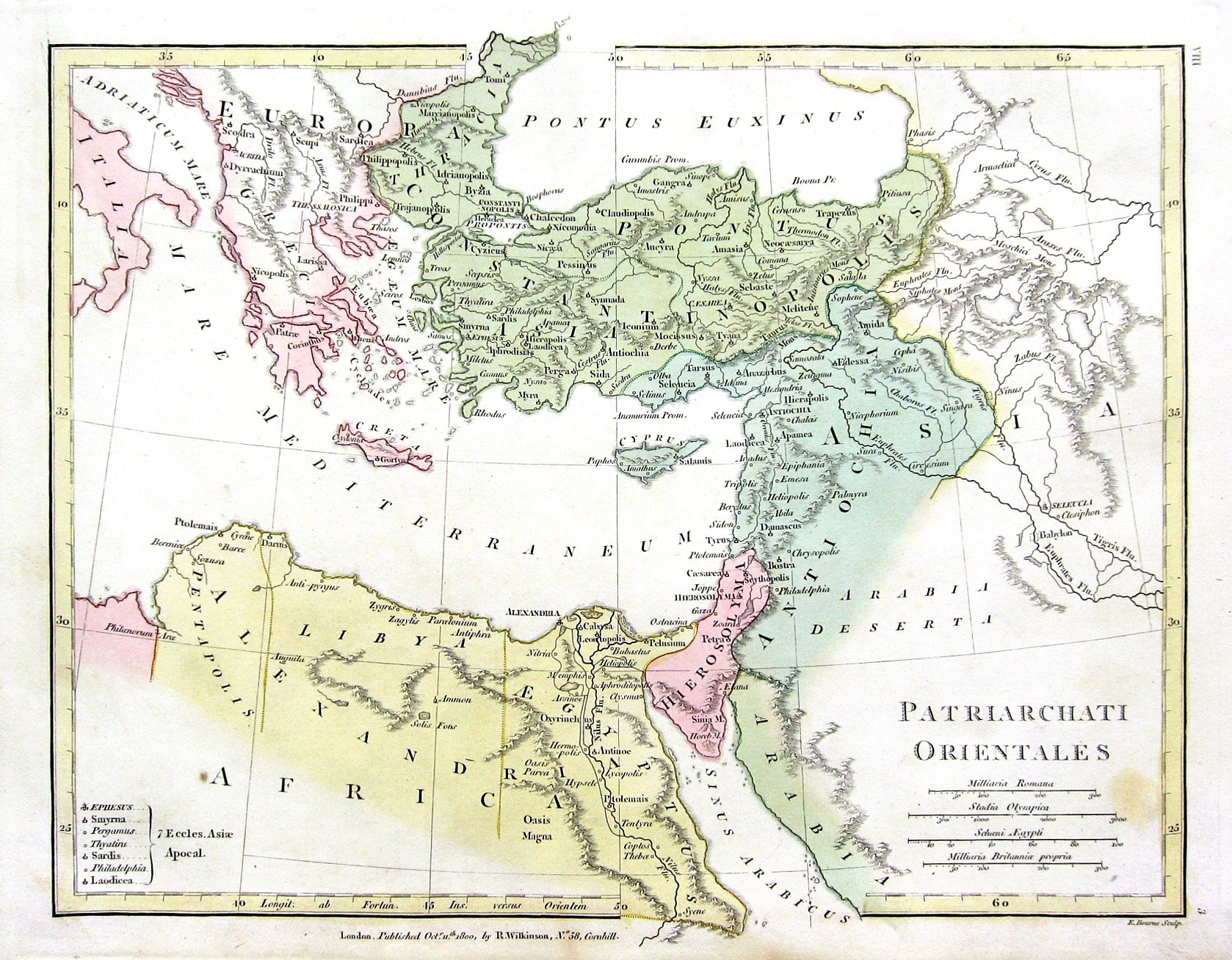
Starověký Orient Římské říše a její církevní řád po Chalcedonském koncilu, r. 451

Orient je označení pro Východ; tradičně zahrnuje vše, co patří k východnímu světu ve vztahu k Evropě. Je to antonymum Okcidentu, západního světa. V češtině je to z velké části metonymum pro asijský kontinent, které se volně dělí na Blízký východ, Střední východ a Dálný východ: geografické a etnokulturní regiony nyní známé jako západní Asie, jižní Asie, východní Asie a jihovýchodní Asie. Původně se výraz „Orient“ používal k označení Blízkého východu, později se jeho význam vyvinul a rozšířil a označoval také Střední východ nebo Dálný východ.

## Etymologie

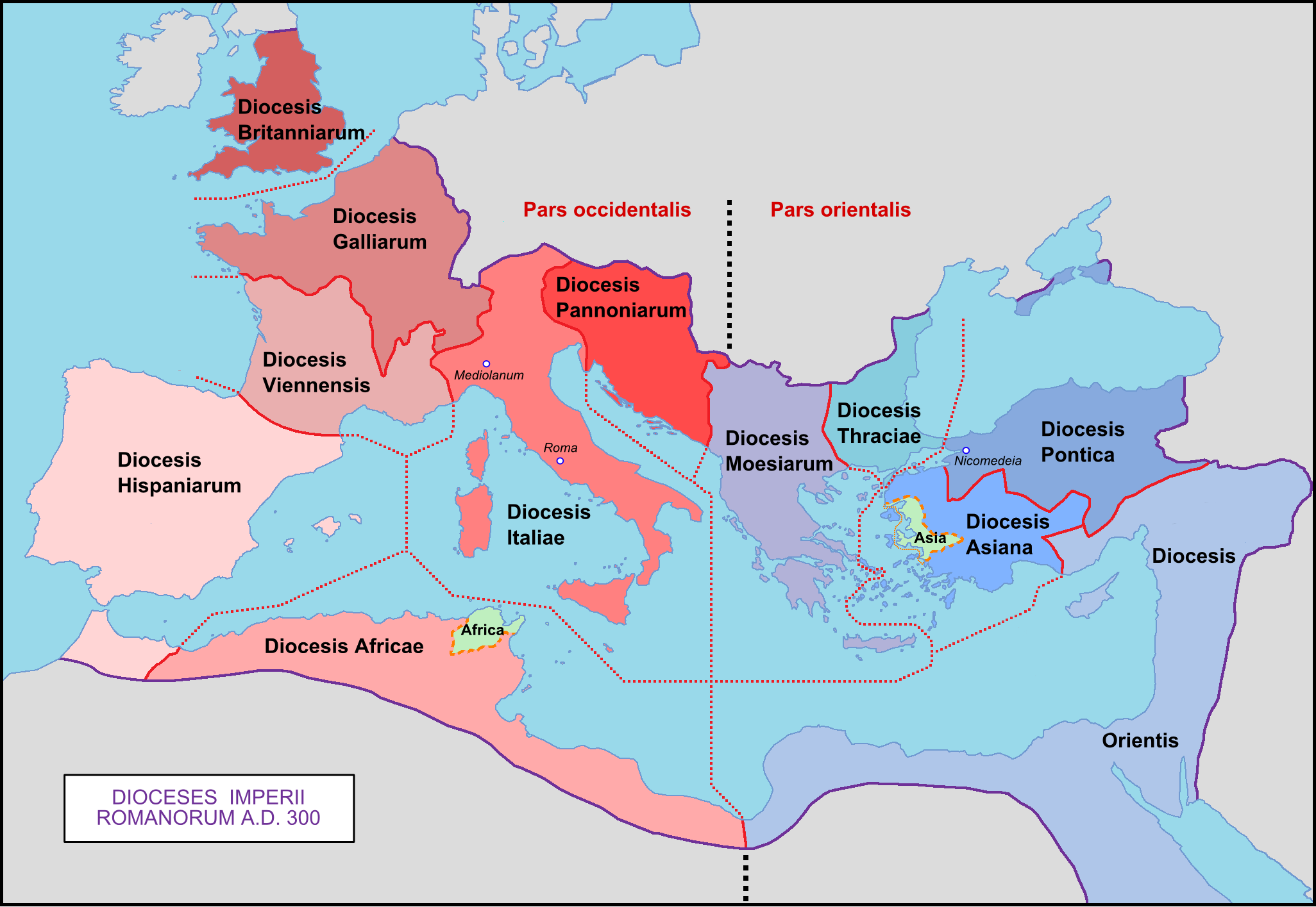
Správní diecéze Římské říše (asi r. 300) včetně původní diecéze Orientu

Orient znamená v románských jazycích východ a je odvozen od latinského oriens, oriente (pocházející, vycházející), oriente (sole) (ablativ lokální) znamená místo na východě, odkud vychází slunce. Ze synonyma sole levante vzniklo označení levanta, užívané i v češtině 19. století. Jejich protiklad, okcident z latinského occidens, occidente (sole), znamená západ, ale jako označení Západu čili západního světa se mimo románské jazyky používá zřídka.

## Historie pojmu
Vnímání východu jako cizího, exotického orientu má počátek u starověkých Řeků, jejichž klasické období a národní identita se utvářely pod dojmem řecko-perských válek, ve kterých se ubránili východním „barbarům“.
Jakožto označení světové strany byl obsah pojmu orient přirozeně závislý na tom, kde mluvčí stojí a odkud se dívá. Tak ve Starém zákoně znamenal orient (řec. anatolé) Střední východ, ve starověkém Římě východní Středomoří a ve střední Evropě mohl znamenat Turecko a východní Balkán. Z odpovídajícího řeckého slova anatolé vznikl název Anatolie, východní části Turecka.
Ve středověku se orientem rozuměla oblast východního, pravoslavného křesťanství. S objevitelskými cestami a koloniálním obchodem se obsah pojmu orient rozšířil až na Dálný východ, a to zejména v jazycích koloniálních zemí. Tak i v současné angličtině zahrnuje celou jižní polovinu Asie až po Japonsko a Sundské ostrovy. Naopak v němčině může zahrnovat i východní část severní Afriky (Egypt, Libye atd.) a ve francouzštině východní Evropu: Orient expres z Paříže končil ve Vídni, v Bukurešti nebo v Istanbulu a nikdy nepřekročil hranice Evropy.

## Konotace
V různých obdobích se s pojmem Orient spojovaly i různé stereotypy. Latinské úsloví Ex oriente lux (světlo z východu) se původně týkalo východu slunce, v pozdním starověku jím křesťané argumentovali ve prospěch svého náboženství a od 19. století se užívá na podporu východní moudrosti. V období velké módy orientalismu od 17. do 19. století se dovážely a napodobovaly umělecké předměty, stavěly „čínské pavilony“, parafrázovaly a překládaly orientální texty a Goethe napsal West–östlicher Divan (česky Západovýchodní díván. Praha: SNKLHU, 1955).
V 19. století se orientalismus spojil s romantismem a v orientálním slohu se stavěly i synagogy. Zároveň se však s pojmem Orient začaly spojovat záporné stereotypy. Balkán a Turecko jako „Orient“ znamenaly zanedbané země, kde je špína a nepořádek a kde vládne korupce. I v češtině se užívají spojení jako „orientální bohatství“ nebo „orientální despota“. Proti těmto stereotypům se postavil americký kritik Edward Said vlivnou knihou Orientalism (1978).